# Futbolista del año en Bulgaria
El premio al Futbolista Búlgaro del año (en búlgaro: Футболист №1 на България) es un título anual otorgado al mejor jugador búlgaro del año en cualquier liga del mundo. El premio se celebra desde el año 1961 y es elegido por los periódicos autorizados del país. Fue organizado por el periódico Fútbol de 1961 a 1975, Start de 1975 a 1998 y la revista Start desde 1999 hasta la actualidad. En 2011 el premio fue elegido por la afición a través de internet.
Los futbolistas que más trofeos tienen son Dimitar Berbatov (2002, 2004, 2005, 2007, 2008, 2009, 2010), Hristo Stoichkov (1989, 1990, 1991, 1992, 1994) y Hristo Bonev (1969, 1972, 1973). El club más laureado es el Levski Sofia con trofeos, mientras que sus grandes rivales del CSKA Sofia cuentan con diez.

## Palmarés
| Año  | Futbolista                                             | Posición                                          | Club                                                         |
| ---- | ------------------------------------------------------ | ------------------------------------------------- | ------------------------------------------------------------ |
| 1961 | Georgi Naydenov                                        | portero                                           | PFC CSKA Sofia                                               |
| 1962 | Ivan Kolev                                             | defensa                                           | PFC CSKA Sofia                                               |
| 1963 | Aleksandar Shalamanov                                  | defensa                                           | PFC Slavia Sofia                                             |
| 1964 | Nikola Kotkov                                          | delantero                                         | PFC Lokomotiv Sofia                                          |
| 1965 | Georgi Asparuhov                                       | delantero                                         | PFC Levski Sofia                                             |
| 1966 | Aleksandar Shalamanov                                  | defensa                                           | PFC Slavia Sofia                                             |
| 1967 | Dimitar Penev                                          | defensa                                           | PFC CSKA Sofia                                               |
| 1968 | Simeon Simeonov                                        | portero                                           | PFC Slavia Sofia                                             |
| 1969 | Hristo Bonev                                           | delantero                                         | PFC Lokomotiv Plovdiv                                        |
| 1970 | Stefan Aladzhov                                        | defensa                                           | PFC Levski Sofia                                             |
| 1971 | Dimitar Penev                                          | defensa                                           | PFC CSKA Sofia                                               |
| 1972 | Hristo Bonev                                           | delantero                                         | PFC Lokomotiv Plovdiv                                        |
| 1973 | Hristo Bonev                                           | delantero                                         | PFC Lokomotiv Plovdiv                                        |
| 1974 | Kiril Ivkov                                            | defensa                                           | PFC Levski Sofia                                             |
| 1975 | Kiril Ivkov                                            | defensa                                           | PFC Levski Sofia                                             |
| 1976 | Bozhidar Grigorov                                      | delantero                                         | PFC Slavia Sofia                                             |
| 1977 | Pavel Panov                                            | centrocampista/delantero                          | PFC Levski Sofia                                             |
| 1978 | Rumen Goranov                                          | portero                                           | PFC Lokomotiv Sofia                                          |
| 1979 | Atanas Mihaylov                                        | delantero                                         | PFC Lokomotiv Sofia                                          |
| 1980 | Andrey Zhelyazkov                                      | delantero                                         | PFC Slavia Sofia                                             |
| 1981 | Georgi Velinov                                         | portero                                           | PFC CSKA Sofia                                               |
| 1982 | Radoslav Zdravkov                                      | defensa                                           | PFC CSKA Sofia                                               |
| 1983 | Stoycho Mladenov                                       | centrocampista/delantero                          | PFC CSKA Sofia                                               |
| 1984 | Plamen Nikolov                                         | portero                                           | PFC Levski Sofia                                             |
| 1985 | Georgi Dimitrov                                        | defensa                                           | PFC CSKA Sofia                                               |
| 1986 | Borislav Mihaylov                                      | portero                                           | PFC Levski Sofia                                             |
| 1987 | Nikolay Iliev                                          | defensa                                           | PFC Levski Sofia                                             |
| 1988 | Lyuboslav Penev                                        | delantero                                         | PFC CSKA Sofia                                               |
| 1989 | Hristo Stoichkov                                       | centrocampista/delantero                          | PFC CSKA Sofia                                               |
| 1990 | Hristo Stoichkov                                       | centrocampista/delantero                          | FC Barcelona                                                 |
| 1991 | Hristo Stoichkov                                       | centrocampista/delantero                          | FC Barcelona                                                 |
| 1992 | Hristo Stoichkov                                       | centrocampista/delantero                          | FC Barcelona                                                 |
| 1993 | Emil Kostadinov                                        | delantero                                         | PFC CSKA Sofia                                               |
| 1994 | Hristo Stoichkov                                       | centrocampista/delantero                          | FC Barcelona                                                 |
| 1995 | Krasimir Balakov                                       | centrocampista                                    | Sporting Clube de Portugal, VfB Stuttgart                    |
| 1996 | Trifon Ivanov                                          | defensa                                           | SK Rapid Wien                                                |
| 1997 | Krasimir Balakov                                       | centrocampista                                    | VfB Stuttgart                                                |
| 1998 | Ivaylo Yordanov                                        | defensa/centrocampista/delantero                  | Sporting Clube de Portugal                                   |
| 1999 | Aleksandar Aleksandrov                                 | centrocampista                                    | PFC Levski Sofia                                             |
| 2000 | Georgi Ivanov                                          | delantero                                         | PFC Levski Sofia                                             |
| 2001 | Georgi Ivanov                                          | delantero                                         | PFC Levski Sofia                                             |
| 2002 | Dimitar Berbatov                                       | delantero                                         | Bayer Leverkusen                                             |
| 2003 | Stiliyan Petrov                                        | centrocampista                                    | Celtic F.C.                                                  |
| 2004 | Dimitar Berbatov                                       | delantero                                         | Bayer Leverkusen                                             |
| 2005 | Dimitar Berbatov                                       | delantero                                         | Bayer Leverkusen                                             |
| 2006 | Martin Petrov 2º Dimitar Berbatov 3º Stiliyan Petrov   | centrocampista/delantero delantero centrocampista | Atlético Madrid Tottenham Hotspur F.C. Aston Villa F.C.      |
| 2007 | Dimitar Berbatov 2º Martin Petrov 3º Georgi Petkov     | delantero centrocampista/delantero portero        | Tottenham Hotspur F.C. Manchester City F.C. PFC Levski Sofia |
| 2008 | Dimitar Berbatov 2º Georgi Petkov 3º Blagoy Georgiev   | delantero portero centrocampista                  | Manchester United PFC Levski Sofia PFC Slavia Sofia          |
| 2009 | Dimitar Berbatov 2º Stiliyan Petrov 3º Blagoy Georgiev | delantero centrocampista                          | Manchester United F.C. Aston Villa F.C. Terek Grozny         |
| 2010 | Dimitar Berbatov                                       | delantero                                         | Manchester United                                            |
| 2011 | -                                                      | -                                                 | -                                                            |